# Sfincia
La Sfincia (Spincia il nome originale in siciliano) è un dolce fritto tipico della provincia di Trapani, in particolare dei comuni di: Buseto Palizzolo, Castellammare del Golfo, Custonaci, Erice, Paceco, Valderice.
Il nome spincia deriva dal latino spongia, "spugna"; in arabo ﺍﺴﻔﻨﺞ‎?, isfanǧ "spugna"). Questi nomi hanno origine dalla particolare forma di questo dolce, che si presenta come una frittella morbida e dalla forma irregolare, con il buco o meno.
Dal 1990 si svolge a Custonaci una sagra dedicata alla Spincia.
In queste zone la Sfincia di San Giuseppe per distinguerla dalla Sfincia viene chiamata "Sfincione di San Giuseppe".

## Ingredienti
È una frittella fatta con ingredienti poveri: un impasto di patate, farina, zucchero, acqua, lievito di birra, semi di anice e scorza di limone, a cui si può aggiungere  un bicchierino di succo d'arancia o di vino Marsala.
Poi viene fritta in immersione in olio bollente, e quindi cosparsa di zucchero e cannella.